# توروا
توروا (به استونیایی: Tõrva) یکی از شهرهای کشور استونی است.
این شهر در سال ۲۰۱۱ میلادی ۲٬۷۲۹ نفر جمعیت داشته است.

## شهرهای خواهرخوانده
| - اسونگا, سوئد - گرانتسویل، مریلند, آمریکا - همسدال, نروژ | - منطقه شهری لایهیا, فنلاند - ووکوف, لهستان - تیمرا, سوئد |

## نگارخانه

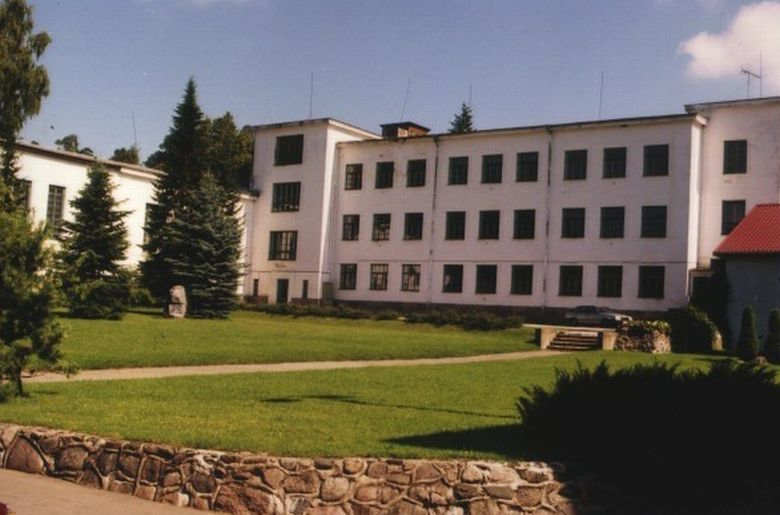
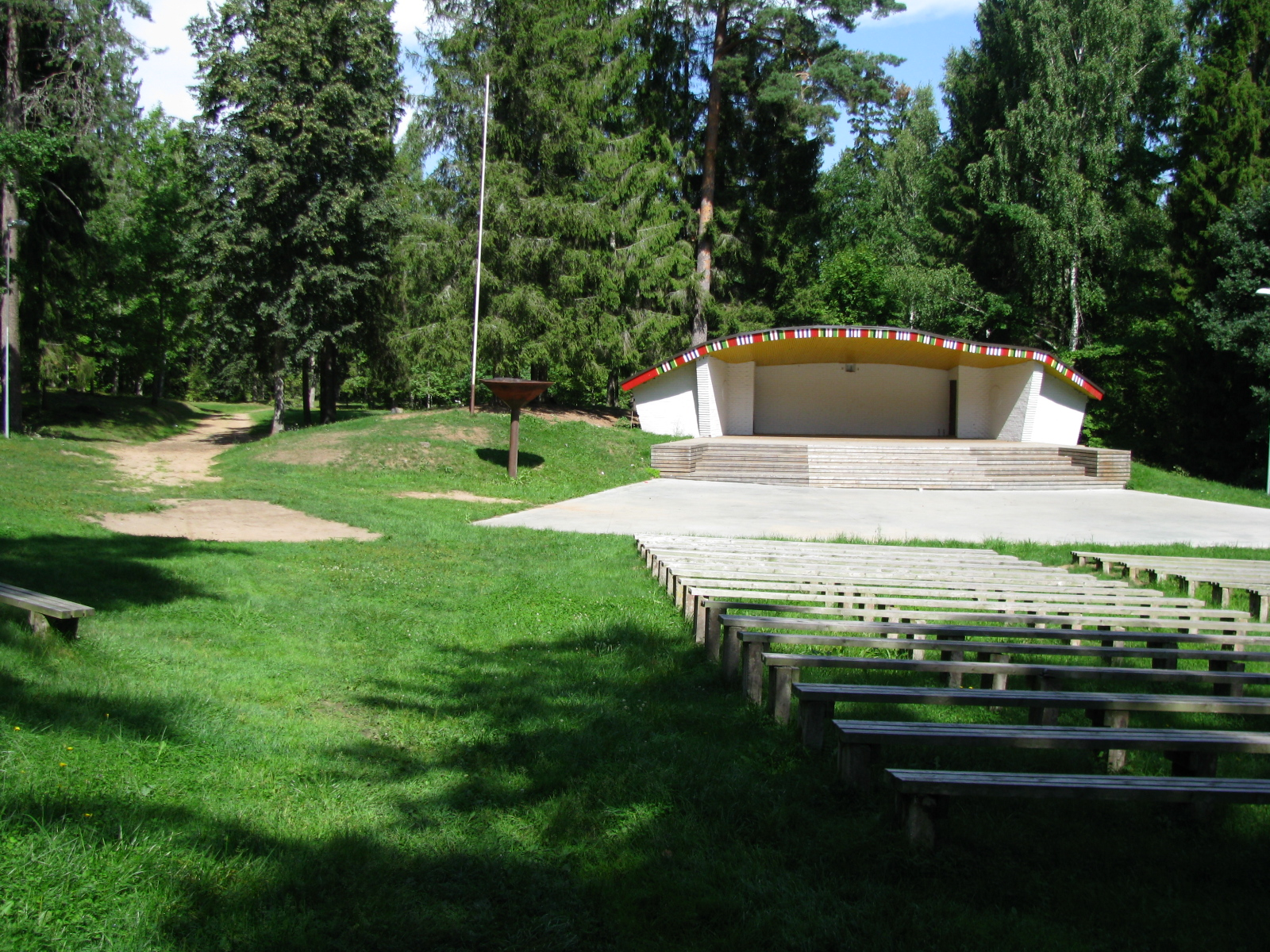
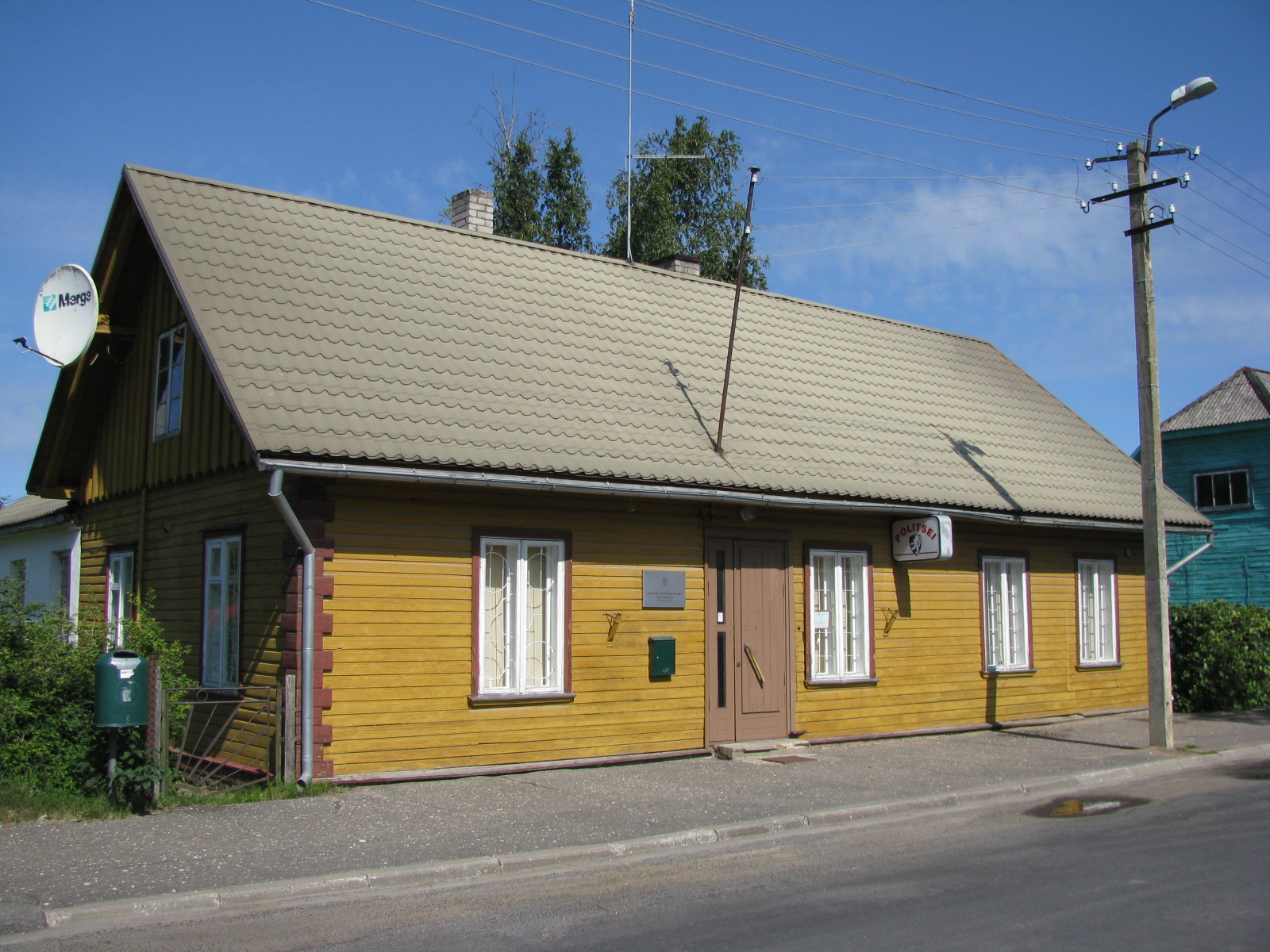